# Cómplices al rescate (box set)
Cómplices al Rescate es una caja recopilatoria salida de la telenovela infantil mexicana del mismo nombre, Cómplices al rescate, salido en el año 2002 al igual que la novela.

## Información
La caja contiene las dos primeras producciones que salieron de la trama de la telenovela, los discos bajo la producción de Sony BMG llamados Cómplices al rescate: Silvana y Cómplices al rescate: Mariana, con canciones interpretadas en su mayoría por la cantante Belinda.
Los CD cuentan con la participación del reparto de telenovela, incluyendo a Belinda, Laura Flores, Fabián Chávez, Johnny Lozada, Silvia Lomelí y los "Cómplices": Alejandro Speitzer, Ramiro Torres, Vadhir Derbez, Martha Sabrina, Dulce María López y Diego Amozurrutia.
Los discos generaron gran expectativa en el público que posteriormente se sacó un disco con las pistas de las canciones más populares.

## Contenido

### CD1
| #   | Título               | Intérprete(s)                           | Duración |  |
| --- | -------------------- | --------------------------------------- | -------- |  |
| #   | Título               | Intérprete(s)                           | Duración |  |
| 1.  | Cómplices Al Rescate | Belinda, Axell Torner & Cómplices       | 3:04     |  |
| 2.  | Juntos               | Cómplices                               | 4:09     |  |
| 3.  | Contigo Siempre      | Belinda & Laura Flores                  | 2:55     |  |
| 4.  | De Nuevo El Amor     | Belinda, Axell Torner                   | 3:44     |  |
| 5.  | Alma Gemela          | Belinda                                 | 4:02     |  |
| 6.  | Esas Pequeñas Cosas  | Jonny Lozada, Silvia Lomelí & Cómplices | 3:10     |  |
| 7.  | Siente El Amor       | Belinda & Cómplices                     | 3:49     |  |
| 8.  | Superstar            | Belinda                                 | 3:17     |  |
| 9.  | Al Rescate !Ya!      | Cómplices                               | 3:19     |  |
| 10. | Dónde Está El Amor   | Belinda                                 | 3:14     |  |
| 11. | Mentiras             | Axell Torner                            | 3:46     |  |
| 12. | Mi Gran Amigo        | Cómplices                               | 3:49     |  |
| 13. | Track Interactivo    |                                         |          |  |

### CD2
| #   | Título                  | Intérprete(s)               | Duración |  |
| --- | ----------------------- | --------------------------- | -------- |  |
| #   | Título                  | Intérprete(s)               | Duración |  |
| 1.  | Cómplices Al Rescate    | Belinda, Fabián & Cómplices | 2:55     |  |
| 2.  | Sácame A Bailar         | Belinda & Cómplices         | 3:33     |  |
| 3.  | Dónde Dime Dónde        | Laura Flores                | 3:30     |  |
| 4.  | Llévama A Volar         | Belinda & Fabián            | 3:52     |  |
| 5.  | Ha Llegado A Mí El Amor | Fabián                      | 3:15     |  |
| 6.  | El Baile Del Sapito     | Cómplices                   | 3:02     |  |
| 7.  | Sabes                   | Belinda & Fabián            | 3:31     |  |
| 8.  | Por Tu Amor             | Belinda & Cómplices         | 3:54     |  |
| 9.  | Agradezco               | Laura Flores                | 3:21     |  |
| 10. | Por Ellas               | Vadhir Derbez & Fabián      | 3:25     |  |
| 11. | Volver A Casa           | Belinda & Cómplices         | 3:35     |  |
| 12. | Lazos                   | Belinda & Cómplices         | 3:42     |  |
| 13. | Track Interactivo       |                             |          |  |

## Personal
- Cantantes: Belinda, Laura Flores, Fabián, Johnny Lozada, Silvia Lomalí, Alex Speitzer, Ramiro Torres, Vadhir Derbez, Martha Sabrina, Dulce María López y Diego Amozurrutia.
- Metales: Alejandro Carballo y Cindy Shea
- Batería: Paul Gonzáles
- Percusión: Ricardo "Tuki" Pasillas
- Guitarras: George Doering y Pablo Aguirre
- Teclados: Pablo Aguirre y Alejandro Carballo
- Coros: Francis Benítez, Carlos Murguía y Alejandro Abaroa

## Producción
- Dirección Musical: Pablo Aguirre
- Disposiciones: Pablo Aguirre, Cristina Abaroa y Alejandro Carballo
- Programación: Pablo Aguirre y Alejandro Carballo
- Coordinador de Producción: Cristina Abaroa
- A&R Dirección: Guillermo Guitiérrez
- A&R Coordinación: Gabriela Pagaza